# Trophées des créateurs YouTube
 (mars 2022).
Les trophées des créateurs YouTube (en anglais : YouTube Creator Rewards ou YouTube Play Buttons) sont des trophées remis par YouTube aux chaînes ayant le plus d'abonnés. Ces prix sont distincts des YouTube Awards (en) dont le rôle est de récompenser les productions sur le seul critère de la qualité.
Lorsqu'une chaîne (tenue par un vidéaste ou non) atteint un certain échelon d'abonnés, elle obtient un trophée où se trouve encadré le symbole du bouton « Lecture » (« Play Button ») des vidéos, qui est aussi le logo de YouTube. Le bouton peut être soit en plastique (boutons de diamant) ou en métal (boutons d'argent et d'or). La taille du bouton augmente en fonction du nombre d'abonnés.

## Trophées

### Niveaux d'avantages
Ces niveaux n'offrent aucun trophée ni aucune célébration, mais ils proposent leurs propres avantages numériques:
- Le niveau Graphite, pour les chaînes à partir de 100 abonnés. Dès 500 abonnés les chaînes peuvent créer une communauté et des post.
- Le niveau Opale, pour les chaînes avec 1,000 abonnés ou plus. Ce niveau est également l'un des trois prérequis pour le Programme de Partenaire YouTube, qui offre la monétisation. Les deux autres prérequis consistent d'un minimum de 4 000 heures de visionnement lors des 12 derniers mois, ainsi d'une évaluation manuelle de la chaîne par l'équipe de YouTube. Les chaînes monétisées ont l'option d'activer le Super Chat, nommé Super Clavardage au Canada, tandis que les chaînes de jeux vidéo ont également l'option d'offrir une souscription mensuelle payante[1].
- Le niveau Bronze, pour les chaînes avec 10,000 abonnés ou plus. Si une chaîne est déjà monétisée, elle gagne l'option d'ajouter une section de marchandise avec des partenaires tels que Teespring[2].

### Trophée en argent
Le Trophée d'argent est décerné aux créateurs ayant atteint la barre des 100 000 abonnés sur leur chaîne YouTube. Ce trophée représente un jalon important dans la croissance de la chaîne et est synonyme d'engagement et de dévouement des abonnés. Le trophée se présente sous la forme d'un bouton en métal argenté et mesure environ 12 cm x 12 cm. À ce niveau, les chaines sont admissibles à s'enregistrer pour une icône numérique de vérification de compte.

### Trophée en or
Le Trophée d'or est une récompense prestigieuse remise aux créateurs ayant franchi le cap du million d'abonnés sur leur chaîne. Ce trophée en or incarne non seulement le succès massif du créateur, mais aussi le lien fort qu'il a établi avec sa communauté. Le Gold Play Button est un bouton en métal doré d'environ 17 cm x 17 cm.

### Trophée diamant
Le Diamond Play Button est attribué aux créateurs ayant atteint une étape exceptionnelle : 10 millions d'abonnés. Ce trophée éblouissant en diamant symbolise le niveau impressionnant de popularité et d'influence du créateur. Le Diamond Play Button est un trophée en métal et est légèrement plus grand, mesurant environ 29 cm x 16 cm.

### Trophée personnalisé
Ce trophée fut accordé aux chaînes avec 50 millions d'abonnés ou plus. On compte 18 chaines ayant atteint ce niveau dont 5 ayant confirmé une réception :
- PewDiePie fut la première chaîne à atteindre ce niveau, le 8 décembre 2016[5].
- T-Series fut la deuxième chaîne à atteindre ce niveau, le 27 juin 2018[6]. La compagnie présente son bouton le 11 septembre 2018.
- 5-Minute Crafts atteint ce niveau le 21 février 2019. Elle n'a pas confirmé la réception d'un trophée personnalisé[7].
- Cocomelon (7 juin, 2019). N'a pas confirmé la réception d'un trophée personnalisé.
- Set India (20 juin, 2019). N'a pas confirmé la réception d'un trophée personnalisé.
- Canal KondZilla (21 juin, 2019). Il a confirmé la réception d'un trophée personnalisé.
- WWE (24 octobre, 2019). N'a pas confirmé la réception d'un trophée personnalisé.
- Justin Bieber (Février 3, 2020). N'a pas confirmé la réception d'un trophée personnalisé.
- Zee Music Co. (7 février, 2020). N'ont pas confirmé la réception d'un trophée personnalisé.
- Like Nastya (13 mars, 2020). N'a pas confirmé la réception d'un trophée personnalisé.
- Dude Perfect (24 mars, 2020). N'a pas confirmé la réception d'un trophée personnalisé.
- Kids Diana Show (30 mars, 2020). N'ont pas confirmé la réception d'un trophée personnalisé.
- Vlad and Niki (en) (18 août, 2020). N'ont pas confirmé la réception d'un trophée personnalisé.
- Zee TV (2 septembre, 2020). N'ont pas confirmé la réception d'un trophée personnalisé.
- Blackpink (4 octobre, 2020). Elles ont confirmé la réception d'un trophée personnalisé.
- Marshmello (22 novembre, 2020). Il n'a pas confirmé la réception d'un trophée personnalisé.
- MrBeast (3 janvier, 2021). Il a confirmé la réception d’un trophée personnalisé.
- UR Cristiano (28 août, 2024). Trophée personnalisé pas encore réceptionné

### Trophée Red Diamond
Le Red Diamond Play Button est remis aux créateurs ayant atteint l'extraordinaire seuil de 100 millions d'abonnés. Ce trophée rare et exclusif est un témoignage de la renommée mondiale du créateur et de l'impact considérable de sa chaîne. Le Red Diamond Play Button est un trophée en métal d'environ 21 cm x 21 cm, orné d'une finition rouge distinctive et fabriqué par la cristallerie de luxe à Baccarat en France .
- T-Series[9]
- PewDiePie[5]
- Cocomelon
- SET India[10]
- MrBeast
- WWE

### Second Trophée personnalisé
Ce trophée fut accordé aux chaines avec 200 millions d'abonnés ou plus et est pour le moment la plus grande récompense atteignable. Seules deux chaines ont réussi à atteindre ce seuil :
- MrBeast
- T-Series[9]

### Au-delà
le 29 Juillet 2025,Mr. Beast annonce sur son compte Instagram avoir reçu un trophée personnalisé pour avoir atteint les 400 millions d'abonnés. ce chiffre en fait la chaîne Youtube la plus suivie sur terre.

## Galerie

Trophée Argent
Trophée Or
Trophée Diamant
Trophée personnalisé
Trophée Red Diamond